# Dorin Mateuț
Dorin Mateuț és un exfutbolista romanès, nascut a Bogata-Curtuiuș el 5 d'agost de 1965. Ocupava la posició de migcampista.
El 1981 debutà a la Divizia A amb el Corvinul Hunedoara. A la 86/87 fitxa pel Dinamo de Bucarest, on assoleix la marca de 43 gols a la campanya 88/89, tot imposant-se com a màxim golejador europeu. A l'any següent el seu equip guanyà la lliga romanesa. En la dècada dels 90, hi milità a la lliga espanyola i a la italiana, fins que en 1994 retornà al seu país.

## Selecció
Mateut va ser 56 vegades internacional amb la selecció romanesa, marcant deu gols. Amb el combinat del seu país hi va acudir al Mundial d'Itàlia 1990.